# 戴氏塘鱧
戴氏塘鱧（学名：Eleotris davidi），又名大卫氏塘鱧，为塘鳢科塘鳢属的一种鱼类，其学名于1874年被首次提出。